# واشینگتن (کالیفرنیا)
واشینگتن (به انگلیسی: Washington) یک منطقهٔ مسکونی در ایالات متحده آمریکا است که در شهرستان نوادا، کالیفرنیا واقع شده‌است. واشینگتن ۴٫۹۱۷ کیلومتر مربع مساحت و ۱۸۵ نفر جمعیت دارد و ۱٬۱۱۳٫۱۴ متر بالاتر از سطح دریا واقع شده‌است.